# فهرست فرودگاه‌های مانیتوبا
این مقاله، فهرست فرودگاه‌ها و بالگردگاه‌های ایالت مانیتوبا در کشور کانادا است.

## فهرست فرودگاه‌ها و بالگردگاه‌ها
| مکان                        | نام فرودگاه                                       | ایکائو | TC موقعیت‌یاب | یاتا | مختصات                                                          |
| --------------------------- | ------------------------------------------------- | ------ | ------------ | ---- | --------------------------------------------------------------- |
| Altona                      | فرودگاه شهری آلتوونا                              |        | CLJ6         |      | ۴۹°۰۵′۴۰″ شمالی ۰۹۷°۳۲′۰۲″ غربی / ۴۹٫۰۹۴۴۴°شمالی ۹۷٫۵۳۳۸۹°غربی  |
| Arborg                      | فرودگاه اربورگ                                    |        | CJU6         |      | ۵۰°۵۴′۴۶″ شمالی ۰۹۷°۱۸′۱۶″ غربی / ۵۰٫۹۱۲۷۸°شمالی ۹۷٫۳۰۴۴۴°غربی  |
| Ashern                      | فرودگاه اشرن                                      |        | CJE7         |      | ۵۱°۰۹′۳۱″ شمالی ۰۹۸°۱۹′۵۵″ غربی / ۵۱٫۱۵۸۶۱°شمالی ۹۸٫۳۳۱۹۴°غربی  |
| Bakers Narrows              | فرودگاه آبی فلین فلون/بیکرز نروز                  |        | CFF8         |      | ۵۴°۴۰′۴۳″ شمالی ۱۰۱°۳۹′۳۷″ غربی / ۵۴٫۶۷۸۶۱°شمالی ۱۰۱٫۶۶۰۲۸°غربی |
| Beausejour                  | محله هوایی باوسیوور/او-رانچ                       |        | CAV6         |      | ۵۰°۰۲′۲۸″ شمالی ۰۹۶°۳۵′۰۹″ غربی / ۵۰٫۰۴۱۱۱°شمالی ۹۶٫۵۸۵۸۳°غربی  |
| Berens River                | فرودگاه برنس ریور                                 | CYBV   |              | YBV  | ۵۲°۲۱′۳۲″ شمالی ۰۹۷°۰۱′۰۶″ غربی / ۵۲٫۳۵۸۸۹°شمالی ۹۷٫۰۱۸۳۳°غربی  |
| Big Sand Lake               | فرودگاه دریاچه بیگ سند                            |        | CJQ9         |      | ۵۷°۳۷′۱۰″ شمالی ۰۹۹°۵۲′۳۱″ غربی / ۵۷٫۶۱۹۴۴°شمالی ۹۹٫۸۷۵۲۸°غربی  |
| Bissett                     | فرودگاه آبی بی‌ست                                  |        | CJY6         |      | ۵۱°۰۱′۰۰″ شمالی ۰۹۵°۴۱′۰۰″ غربی / ۵۱٫۰۱۶۶۷°شمالی ۹۵٫۶۸۳۳۳°غربی  |
| Bloodvein River             | فرودگاه بلادوین ریور                              | CZTA   |              | YDV  | ۵۱°۴۷′۰۴″ شمالی ۰۹۶°۴۱′۳۲″ غربی / ۵۱٫۷۸۴۴۴°شمالی ۹۶٫۶۹۲۲۲°غربی  |
| Brandon                     | فرودگاه برندن                                     | CYBR   |              | YBR  | ۴۹°۵۴′۳۶″ شمالی ۰۹۹°۵۷′۰۷″ غربی / ۴۹٫۹۱۰۰۰°شمالی ۹۹٫۹۵۱۹۴°غربی  |
| Brochet                     | فرودگاه بروشه                                     | CYBT   |              | YBT  | ۵۷°۵۳′۲۲″ شمالی ۱۰۱°۴۰′۴۵″ غربی / ۵۷٫۸۸۹۴۴°شمالی ۱۰۱٫۶۷۹۱۷°غربی |
| Carman                      | فرودگاه کارمن                                     |        | CJS7         |      | ۴۹°۲۸′۴۹″ شمالی ۰۹۸°۰۰′۵۴″ غربی / ۴۹٫۴۸۰۲۸°شمالی ۹۸٫۰۱۵۰۰°غربی  |
| Carman                      | فرودگاه صحرایی کارمن/فریندشیپ                     |        | CJB2         |      | ۴۹°۲۹′۲۹″ شمالی ۰۹۸°۰۱′۰۷″ غربی / ۴۹٫۴۹۱۳۹°شمالی ۹۸٫۰۱۸۶۱°غربی  |
| Churchill                   | فرودگاه وینستون چرچیل                             | CYYQ   |              | YYQ  | ۵۸°۴۴′۲۱″ شمالی ۰۹۴°۰۳′۵۴″ غربی / ۵۸٫۷۳۹۱۷°شمالی ۹۴٫۰۶۵۰۰°غربی  |
| Churchill                   | فرودگاه آبی وینستون چرچیل                         |        | CJJ7         |      | ۵۸°۴۲′۰۰″ شمالی ۰۹۴°۰۳′۰۰″ غربی / ۵۸٫۷۰۰۰۰°شمالی ۹۴٫۰۵۰۰۰°غربی  |
| Churchill                   | Churchill (Hudson Bay Helicopters) Heliport       |        | CHB2         |      | ۵۸°۴۶′۰۰″ شمالی ۰۹۴°۱۰′۰۴″ غربی / ۵۸٫۷۶۶۶۷°شمالی ۹۴٫۱۶۷۷۸°غربی  |
| Cross Lake                  | فرودگاه کراس لیک                                  | CYCR   |              | YCR  | ۵۴°۳۶′۳۹″ شمالی ۰۹۷°۴۵′۳۷″ غربی / ۵۴٫۶۱۰۸۳°شمالی ۹۷٫۷۶۰۲۸°غربی  |
| Crystal City                | فرودگاه شهری کریستال سیتی-پایلوت ماوند/لوئیز      |        | CKZ6         |      | ۴۹°۰۸′۵۰″ شمالی ۰۹۸°۵۲′۵۱″ غربی / ۴۹٫۱۴۷۲۲°شمالی ۹۸٫۸۸۰۸۳°غربی  |
| Dauphin                     | فرودگاه ال‌تی. کول دبلیو. جی. بارکر وی‌سی           | CYDN   |              | YDN  | ۵۱°۰۶′۰۳″ شمالی ۱۰۰°۰۳′۰۹″ غربی / ۵۱٫۱۰۰۸۳°شمالی ۱۰۰٫۰۵۲۵۰°غربی |
| Deloraine                   | فرودگاه دلوراین                                   |        | CJJ4         |      | ۴۹°۰۹′۰۲″ شمالی ۱۰۰°۳۰′۰۲″ غربی / ۴۹٫۱۵۰۵۶°شمالی ۱۰۰٫۵۰۰۵۶°غربی |
| Easterville                 | فرودگاه ایستر ویل                                 |        | CKM6         |      | ۵۳°۰۶′۳۱″ شمالی ۰۹۹°۴۷′۵۲″ غربی / ۵۳٫۱۰۸۶۱°شمالی ۹۹٫۷۹۷۷۸°غربی  |
| Elk Island                  | فرودگاه جزیره الک                                 |        | CKZ3         |      | ۵۴°۴۰′۱۷″ شمالی ۰۹۴°۰۸′۴۳″ غربی / ۵۴٫۶۷۱۳۹°شمالی ۹۴٫۱۴۵۲۸°غربی  |
| Erickson                    | فرودگاه شهری اریکسون                              |        | CKQ6         |      | ۵۰°۲۹′۵۸″ شمالی ۰۹۹°۵۳′۵۲″ غربی / ۵۰٫۴۹۹۴۴°شمالی ۹۹٫۸۹۷۷۸°غربی  |
| Fisher Branch               | فرودگاه فیشر برنچ                                 |        | CKX4         |      | ۵۱°۰۵′۰۰″ شمالی ۰۹۷°۲۹′۰۰″ غربی / ۵۱٫۰۸۳۳۳°شمالی ۹۷٫۴۸۳۳۳°غربی  |
| Flin Flon                   | فرودگاه فلین فلون                                 | CYFO   |              | YFO  | ۵۴°۴۰′۴۱″ شمالی ۱۰۱°۴۰′۵۴″ غربی / ۵۴٫۶۷۸۰۶°شمالی ۱۰۱٫۶۸۱۶۷°غربی |
| Flin Flon                   | فرودگاه آبی فلینگ فون/چانینگ                      |        | CJK8         |      | ۵۴°۴۵′۰۰″ شمالی ۱۰۱°۵۰′۰۰″ غربی / ۵۴٫۷۵۰۰۰°شمالی ۱۰۱٫۸۳۳۳۳°غربی |
| Gillam                      | فرودگاه گیلام                                     | CYGX   |              | YGX  | ۵۶°۲۱′۲۷″ شمالی ۰۹۴°۴۲′۳۸″ غربی / ۵۶٫۳۵۷۵۰°شمالی ۹۴٫۷۱۰۵۶°غربی  |
| Gillam                      | فرودگاه آبی گیلام                                 |        | CJP8         |      | ۵۶°۲۱′۱۶″ شمالی ۰۹۴°۳۹′۲۳″ غربی / ۵۶٫۳۵۴۴۴°شمالی ۹۴٫۶۵۶۳۹°غربی  |
| Gimli                       | فرودگاه منطقه صنعتی گیملی                         | CYGM   |              | YGM  | ۵۰°۳۷′۴۱″ شمالی ۰۹۷°۰۲′۳۶″ غربی / ۵۰٫۶۲۸۰۶°شمالی ۹۷٫۰۴۳۳۳°غربی  |
| Gladstone                   | فرودگاه گلدستون (کانادا)                          |        | CJR5         |      | ۵۰°۰۹′۴۹″ شمالی ۰۹۸°۵۶′۳۳″ غربی / ۵۰٫۱۶۳۶۱°شمالی ۹۸٫۹۴۲۵۰°غربی  |
| Glenboro                    | فرودگاه گلنبرو                                    |        | CJJ2         |      | ۴۹°۳۳′۰۰″ شمالی ۰۹۹°۲۰′۰۰″ غربی / ۴۹٫۵۵۰۰۰°شمالی ۹۹٫۳۳۳۳۳°غربی  |
| Gods Lake Narrows           | فرودگاه گادز لیک ناروز                            | CYGO   |              | YGO  | ۵۴°۳۳′۳۲″ شمالی ۰۹۴°۲۹′۲۹″ غربی / ۵۴٫۵۵۸۸۹°شمالی ۹۴٫۴۹۱۳۹°غربی  |
| Gods Lake Narrows           | فرودگاه آبی گادز لیک ناروز                        |        | CJS8         |      | ۵۴°۳۳′۰۰″ شمالی ۰۹۴°۲۸′۰۰″ غربی / ۵۴٫۵۵۰۰۰°شمالی ۹۴٫۴۶۶۶۷°غربی  |
| Gods Lake                   | فرودگاه گادز لیک                                  |        | CJB6         |      | ۵۴°۴۶′۴۵″ شمالی ۰۹۳°۴۳′۰۱″ غربی / ۵۴٫۷۷۹۱۷°شمالی ۹۳٫۷۱۶۹۴°غربی  |
| Gods River                  | فرودگاه گادز ریور                                 | CZGI   |              | ZGI  | ۵۴°۵۰′۲۳″ شمالی ۰۹۴°۰۴′۴۳″ غربی / ۵۴٫۸۳۹۷۲°شمالی ۹۴٫۰۷۸۶۱°غربی  |
| Grand Rapids                | فرودگاه گرند رپیدز                                |        | CJV8         |      | ۵۳°۱۰′۲۱″ شمالی ۰۹۹°۱۹′۲۳″ غربی / ۵۳٫۱۷۲۵۰°شمالی ۹۹٫۳۲۳۰۶°غربی  |
| Gunisao Lake                | فرودگاه دریاچه گانیساو                            |        | CJK2         |      | ۵۳°۳۱′۱۲″ شمالی ۰۹۶°۲۲′۱۶″ غربی / ۵۳٫۵۲۰۰۰°شمالی ۹۶٫۳۷۱۱۱°غربی  |
| Gunisao Lake                | فرودگاه آبی دریاچه گانیساو                        |        | CJW8         |      | ۵۳°۳۱′۰۰″ شمالی ۰۹۶°۲۲′۰۰″ غربی / ۵۳٫۵۱۶۶۷°شمالی ۹۶٫۳۶۶۶۷°غربی  |
| Homewood                    | فرودگاه هوم‌وود                                    |        | CJT8         |      | ۴۹°۳۰′۳۳″ شمالی ۰۹۷°۵۱′۰۲″ غربی / ۴۹٫۵۰۹۱۷°شمالی ۹۷٫۸۵۰۵۶°غربی  |
| Ilford                      | فرودگاه ایلفرد                                    | CZBD   |              | ILF  | ۵۶°۰۳′۴۱″ شمالی ۰۹۵°۳۶′۵۰″ غربی / ۵۶٫۰۶۱۳۹°شمالی ۹۵٫۶۱۳۸۹°غربی  |
| Island Lake                 | فرودگاه آیلند لیک                                 | CYIV   |              | YIV  | ۵۳°۵۱′۲۶″ شمالی ۰۹۴°۳۹′۱۳″ غربی / ۵۳٫۸۵۷۲۲°شمالی ۹۴٫۶۵۳۶۱°غربی  |
| Jenpeg                      | فرودگاه جنپگ                                      | CZJG   |              | ZJG  | ۵۴°۳۱′۰۸″ شمالی ۰۹۸°۰۲′۴۶″ غربی / ۵۴٫۵۱۸۸۹°شمالی ۹۸٫۰۴۶۱۱°غربی  |
| Kelesy                      | فرودگاه کلسی                                      | CZEE   |              | KES  | ۵۶°۰۲′۱۵″ شمالی ۰۹۶°۳۰′۳۵″ غربی / ۵۶٫۰۳۷۵۰°شمالی ۹۶٫۵۰۹۷۲°غربی  |
| Killarney                   | فرودگاه شهری کیلارنی                              |        | CJS5         |      | ۴۹°۰۹′۰۶″ شمالی ۰۹۹°۴۱′۲۵″ غربی / ۴۹٫۱۵۱۶۷°شمالی ۹۹٫۶۹۰۲۸°غربی  |
| Knee Lake                   | فرودگاه نی لیک                                    |        | CJT3         |      | ۵۴°۵۴′۵۵″ شمالی ۰۹۴°۴۷′۵۳″ غربی / ۵۴٫۹۱۵۲۸°شمالی ۹۴٫۷۹۸۰۶°غربی  |
| Knee Lake                   | فرودگاه آبی نی لیک                                |        | CKW8         |      | ۵۴°۵۳′۲۷″ شمالی ۰۹۴°۴۸′۲۷″ غربی / ۵۴٫۸۹۰۸۳°شمالی ۹۴٫۸۰۷۵۰°غربی  |
| Lac Brochet                 | فرودگاه لک برچت                                   | CZWH   |              | XLB  | ۵۸°۳۶′۵۱″ شمالی ۱۰۱°۲۸′۰۸″ غربی / ۵۸٫۶۱۴۱۷°شمالی ۱۰۱٫۴۶۸۸۹°غربی |
| Lac du Bonnet               | فرودگاه برد ریور                                  |        | CJP7         |      | ۵۰°۲۳′۴۸″ شمالی ۰۹۵°۴۴′۰۶″ غربی / ۵۰٫۳۹۶۶۷°شمالی ۹۵٫۷۳۵۰۰°غربی  |
| Lac du Bonnet               | فرودگاه آبی برد ریور                              |        | CJX6         |      | ۵۰°۲۴′۰۰″ شمالی ۰۹۵°۴۵′۰۰″ غربی / ۵۰٫۴۰۰۰۰°شمالی ۹۵٫۷۵۰۰۰°غربی  |
| Lac du Bonnet               | Lac du Bonnet (North) Water Aerodrome             |        | CJS9         |      | ۵۰°۱۷′۰۰″ شمالی ۰۹۶°۰۰′۰۰″ غربی / ۵۰٫۲۸۳۳۳°شمالی ۹۶٫۰۰۰۰۰°غربی  |
| Lac du Bonnet               | فرودگاه لک دو بانیت                               | CYAX   |              |      | ۵۰°۱۷′۴۰″ شمالی ۰۹۶°۰۰′۳۶″ غربی / ۵۰٫۲۹۴۴۴°شمالی ۹۶٫۰۱۰۰۰°غربی  |
| Laurie River                | فرودگاه لری ریور                                  |        | CJC8         |      | ۵۶°۱۴′۵۵″ شمالی ۱۰۱°۱۸′۱۵″ غربی / ۵۶٫۲۴۸۶۱°شمالی ۱۰۱٫۳۰۴۱۷°غربی |
| Leaf Rapids                 | فرودگاه لیف رپیدز                                 | CYLR   |              | YLR  | ۵۶°۳۰′۴۸″ شمالی ۰۹۹°۵۹′۰۷″ غربی / ۵۶٫۵۱۳۳۳°شمالی ۹۹٫۹۸۵۲۸°غربی  |
| Leaf Rapids                 | فرودگاه آبی ریف رپیدز                             |        | CKA3         |      | ۵۶°۳۳′۰۰″ شمالی ۰۹۹°۵۶′۰۰″ غربی / ۵۶٫۵۵۰۰۰°شمالی ۹۹٫۹۳۳۳۳°غربی  |
| Little Church River         | فرودگاه لیتل چرچیل ریور/دانلوپز فلای              |        | CJN7         |      | ۵۶°۳۴′۴۸″ شمالی ۰۹۶°۱۴′۵۱″ غربی / ۵۶٫۵۸۰۰۰°شمالی ۹۶٫۲۴۷۵۰°غربی  |
| Little Grand Rapids         | فرودگاه لیتل گرندز رپیدز                          | CZGR   |              | ZGR  | ۵۲°۰۲′۴۲″ شمالی ۰۹۵°۲۷′۵۸″ غربی / ۵۲٫۰۴۵۰۰°شمالی ۹۵٫۴۶۶۱۱°غربی  |
| Lundar                      | فرودگاه لوندر                                     |        | CKR4         |      | ۵۰°۴۲′۱۲″ شمالی ۰۹۸°۰۳′۲۴″ غربی / ۵۰٫۷۰۳۳۳°شمالی ۹۸٫۰۵۶۶۷°غربی  |
| Lyncrest                    | فرودگاه وینیپگ-لینکرست                            |        | CJL5         |      | ۴۹°۵۱′۰۹″ شمالی ۰۹۶°۵۸′۲۵″ غربی / ۴۹٫۸۵۲۵۰°شمالی ۹۶٫۹۷۳۶۱°غربی  |
| Lynn Lake                   | فرودگاه آبی لین لیک (الدون لیک)                   |        | CKD3         |      | ۵۶°۴۹′۰۲″ شمالی ۱۰۱°۰۱′۰۷″ غربی / ۵۶٫۸۱۷۲۲°شمالی ۱۰۱٫۰۱۸۶۱°غربی |
| Lynn Lake                   | فرودگاه دریاچه لین                                | CYYL   |              | YYL  | ۵۶°۵۱′۵۰″ شمالی ۱۰۱°۰۴′۳۴″ غربی / ۵۶٫۸۶۳۸۹°شمالی ۱۰۱٫۰۷۶۱۱°غربی |
| MacDonald                   | فرودگاه مکدونالد                                  |        | CJU3         |      | ۵۰°۰۵′۴۷″ شمالی ۰۹۸°۳۰′۰۳″ غربی / ۵۰٫۰۹۶۳۹°شمالی ۹۸٫۵۰۰۸۳°غربی  |
| MacGregor                   | فرودگاه مک‌گرگور                                   |        | CKF6         |      | ۴۹°۵۸′۰۰″ شمالی ۰۹۸°۴۵′۰۰″ غربی / ۴۹٫۹۶۶۶۷°شمالی ۹۸٫۷۵۰۰۰°غربی  |
| Manitou                     | فرودگاه منیتو                                     |        | CKG5         |      | ۴۹°۱۵′۰۰″ شمالی ۰۹۸°۳۲′۰۰″ غربی / ۴۹٫۲۵۰۰۰°شمالی ۹۸٫۵۳۳۳۳°غربی  |
| McCreary                    | فرودگاه مک‌کرری                                    |        | CJR8         |      | ۵۰°۴۵′۵۳″ شمالی ۰۹۹°۲۸′۴۸″ غربی / ۵۰٫۷۶۴۷۲°شمالی ۹۹٫۴۸۰۰۰°غربی  |
| McGavock Lake               | پایگاه هوایی آبی دریاچه مک‌گاووک                   |        | CKJ3         |      | ۵۶°۳۴′۰۰″ شمالی ۱۰۱°۳۰′۰۰″ غربی / ۵۶٫۵۶۶۶۷°شمالی ۱۰۱٫۵۰۰۰۰°غربی |
| Melita                      | فرودگاه ملیتا                                     |        | CJT5         |      | ۴۹°۱۵′۴۲″ شمالی ۱۰۱°۰۰′۵۰″ غربی / ۴۹٫۲۶۱۶۷°شمالی ۱۰۱٫۰۱۳۸۹°غربی |
| Minnedosa                   | فرودگاه میندوسا                                   |        | CJU5         |      | ۵۰°۱۶′۱۹″ شمالی ۰۹۹°۴۵′۴۷″ غربی / ۵۰٫۲۷۱۹۴°شمالی ۹۹٫۷۶۳۰۶°غربی  |
| Molson Lake                 | فرودگاه مولسون لیک                                |        | CKJ8         |      | ۵۴°۱۵′۲۹″ شمالی ۰۹۷°۰۰′۴۰″ غربی / ۵۴٫۲۵۸۰۶°شمالی ۹۷٫۰۱۱۱۱°غربی  |
| Morden                      | پایگاه هوایی منطقه‌ای موردن                        |        | CJA3         |      | ۴۹°۱۲′۳۷″ شمالی ۰۹۸°۰۳′۳۳″ غربی / ۴۹٫۲۱۰۲۸°شمالی ۹۸٫۰۵۹۱۷°غربی  |
| Neepawa                     | فرودگاه نپاوا                                     |        | CJV5         |      | ۵۰°۱۳′۵۸″ شمالی ۰۹۹°۳۰′۳۸″ غربی / ۵۰٫۲۳۲۷۸°شمالی ۹۹٫۵۱۰۵۶°غربی  |
| Nejanilini Lake             | فرودگاه نیانیلینی لیک                             | CYNN   |              |      | ۵۹°۲۹′۱۵″ شمالی ۰۹۷°۴۶′۴۹″ غربی / ۵۹٫۴۸۷۵۰°شمالی ۹۷٫۷۸۰۲۸°غربی  |
| North Seal River            | فرودگاه نورث سیل ریور                             |        | CEG8         |      | ۵۸°۵۸′۱۰″ شمالی ۰۹۹°۵۸′۳۰″ غربی / ۵۸٫۹۶۹۴۴°شمالی ۹۹٫۹۷۵۰۰°غربی  |
| Norway House                | فرودگاه نروژ هاوس                                 | CYNE   |              | YNE  | ۵۳°۵۷′۳۰″ شمالی ۰۹۷°۵۰′۳۹″ غربی / ۵۳٫۹۵۸۳۳°شمالی ۹۷٫۸۴۴۱۷°غربی  |
| Norway House                | پایگاه هوایی آبی نروژ هاوس                        |        | CKY3         |      | ۵۳°۵۹′۰۷″ شمالی ۰۹۷°۴۷′۳۸″ غربی / ۵۳٫۹۸۵۲۸°شمالی ۹۷٫۷۹۳۸۹°غربی  |
| Nueltin Lake                | فرودگاه نولتین لیک                                |        | CNL9         |      | ۵۹°۴۲′۲۹″ شمالی ۱۰۰°۰۷′۳۸″ غربی / ۵۹٫۷۰۸۰۶°شمالی ۱۰۰٫۱۲۷۲۲°غربی |
| Oak Hammock Air Park        | فرودگاه و پارک پروازی اووک همک                    |        | CAV9         |      | ۵۰°۰۸′۱۶″ شمالی ۰۹۷°۰۳′۴۱″ غربی / ۵۰٫۱۳۷۷۸°شمالی ۹۷٫۰۶۱۳۹°غربی  |
| Oxford House                | فرودگاه آکسفورد هاوس                              | CYOH   |              | YOH  | ۵۴°۵۶′۰۰″ شمالی ۰۹۵°۱۶′۴۴″ غربی / ۵۴٫۹۳۳۳۳°شمالی ۹۵٫۲۷۸۸۹°غربی  |
| Pikwitonei                  | فرودگاه پیکویتونی                                 | CZMN   |              | PIW  | ۵۵°۳۵′۲۲″ شمالی ۰۹۷°۰۹′۴۹″ غربی / ۵۵٫۵۸۹۴۴°شمالی ۹۷٫۱۶۳۶۱°غربی  |
| Pine Dock                   | فرودگاه پاین داک                                  |        | CKQ9         |      | ۵۱°۳۷′۱۲″ شمالی ۰۹۶°۴۸′۳۹″ غربی / ۵۱٫۶۲۰۰۰°شمالی ۹۶٫۸۱۰۸۳°غربی  |
| Pine Dock                   | فرودگاه آبی پاین داک                              |        | CKT8         |      | ۵۱°۳۶′۳۹″ شمالی ۰۹۶°۴۹′۰۲″ غربی / ۵۱٫۶۱۰۸۳°شمالی ۹۶٫۸۱۷۲۲°غربی  |
| Piney/Pine Creek, Minnesota | فرودگاه مرزی پاینی پاین کریک                      |        | 48Y          |      | ۴۹°۰۰′۰۰″ شمالی ۰۹۵°۵۸′۵۷″ غربی / ۴۹٫۰۰۰۰۰°شمالی ۹۵٫۹۸۲۵۰°غربی  |
| Pipestone                   | فرودگاه رستون در پایپ‌استون                        |        | CRP2         |      | ۴۹°۳۴′۵۰″ شمالی ۱۰۱°۰۳′۱۰″ غربی / ۴۹٫۵۸۰۵۶°شمالی ۱۰۱٫۰۵۲۷۸°غربی |
| Poplar River                | فرودگاه پپلار ریور                                | CZNG   |              | XPP  | ۵۳°۵۹′۴۷″ شمالی ۰۹۷°۱۶′۲۵″ غربی / ۵۳٫۹۹۶۳۹°شمالی ۹۷٫۲۷۳۶۱°غربی  |
| Portage La Prairie          | فرودگاه پورتیج لا پرری شمالی                      |        | CJZ2         |      | ۴۹°۵۹′۳۳″ شمالی ۰۹۸°۱۸′۱۱″ غربی / ۴۹٫۹۹۲۵۰°شمالی ۹۸٫۳۰۳۰۶°غربی  |
| Portage La Prairie          | فرودگاه پورتیج لا پرری/ساوتپورت                   | CYPG   |              | YPG  | ۴۹°۵۴′۱۱″ شمالی ۰۹۸°۱۶′۲۶″ غربی / ۴۹٫۹۰۳۰۶°شمالی ۹۸٫۲۷۳۸۹°غربی  |
| Pukatawagan                 | فرودگاه پوکاتاواگن                                | CZFG   |              | XPK  | ۵۵°۴۴′۵۷″ شمالی ۱۰۱°۱۵′۵۹″ غربی / ۵۵٫۷۴۹۱۷°شمالی ۱۰۱٫۲۶۶۳۹°غربی |
| Pukatawagan                 | پایگاه هوایی آبی پوکاتاواگن                       |        | CKP4         |      | ۵۵°۴۴′۱۲″ شمالی ۱۰۱°۱۹′۳۷″ غربی / ۵۵٫۷۳۶۶۷°شمالی ۱۰۱٫۳۲۶۹۴°غربی |
| Red Sucker Lake             | فرودگاه رد ساکر لیک                               | CYRS   |              | YRS  | ۵۴°۱۰′۰۲″ شمالی ۰۹۳°۳۳′۲۶″ غربی / ۵۴٫۱۶۷۲۲°شمالی ۹۳٫۵۵۷۲۲°غربی  |
| Red Sucker Lake             | فرودگاه آبی رد ساکر لیک                           |        | CKT4         |      | ۵۴°۰۹′۱۷″ شمالی ۰۹۳°۳۳′۴۸″ غربی / ۵۴٫۱۵۴۷۲°شمالی ۹۳٫۵۶۳۳۳°غربی  |
| Riding Mountain             | فرودگاه رایدینگ ماونتین                           |        | CRM2         |      | ۵۰°۳۴′۲۵″ شمالی ۰۹۹°۲۱′۴۱″ غربی / ۵۰٫۵۷۳۶۱°شمالی ۹۹٫۳۶۱۳۹°غربی  |
| Riverton                    | فرودگاه ریورتون                                   |        | CKG2         |      | ۵۰°۵۸′۱۸″ شمالی ۰۹۷°۰۰′۴۰″ غربی / ۵۰٫۹۷۱۶۷°شمالی ۹۷٫۰۱۱۱۱°غربی  |
| Roblin                      | فرودگاه رابلین                                    |        | CKB7         |      | ۵۱°۱۴′۰۴″ شمالی ۱۰۱°۲۳′۳۳″ غربی / ۵۱٫۲۳۴۴۴°شمالی ۱۰۱٫۳۹۲۵۰°غربی |
| Roland                      | فرودگاه رولاند (صحرایی گراهام)                    |        | CKD7         |      | ۴۹°۲۴′۳۰″ شمالی ۰۹۷°۵۹′۲۶″ غربی / ۴۹٫۴۰۸۳۳°شمالی ۹۷٫۹۹۰۵۶°غربی  |
| Rosenort                    | فرودگاه رسنرت                                     |        | CKJ2         |      | ۴۹°۲۷′۱۱″ شمالی ۰۹۷°۲۵′۲۱″ غربی / ۴۹٫۴۵۳۰۶°شمالی ۹۷٫۴۲۲۵۰°غربی  |
| Russell                     | فرودگاه راسل                                      |        | CJW5         |      | ۵۰°۴۵′۵۷″ شمالی ۱۰۱°۱۷′۴۲″ غربی / ۵۰٫۷۶۵۸۳°شمالی ۱۰۱٫۲۹۵۰۰°غربی |
| St-Pierre-Jolys             | St-Pierre-Jolys (Carl's Field) Aerodrome          |        | CPJ6         |      | ۴۹°۲۶′۱۰″ شمالی ۹۶°۵۵′۳۷″ غربی / ۴۹٫۴۳۶۱۱°شمالی ۹۶٫۹۲۶۹۴°غربی   |
| Selkirk                     | فرودگاه سلکیرک                                    |        | CKL2         |      | ۵۰°۱۰′۲۰″ شمالی ۰۹۶°۵۲′۲۰″ غربی / ۵۰٫۱۷۲۲۲°شمالی ۹۶٫۸۷۲۲۲°غربی  |
| Selkirk                     | فرودگاه سلکیرک واتر                               |        | CKC5         |      | ۵۰°۱۰′۰۰″ شمالی ۰۹۶°۵۲′۰۰″ غربی / ۵۰٫۱۶۶۶۷°شمالی ۹۶٫۸۶۶۶۷°غربی  |
| Shamattawa                  | فرودگاه شمتوا                                     | CZTM   |              | ZTM  | ۵۵°۵۱′۵۶″ شمالی ۰۹۲°۰۴′۵۳″ غربی / ۵۵٫۸۶۵۵۶°شمالی ۹۲٫۰۸۱۳۹°غربی  |
| سی‌اف‌بی شیلو                 | سی‌اف‌بی شیلو                                       |        | CKN9         |      | ۴۹°۴۶′۵۱″ شمالی ۰۹۹°۳۸′۲۰″ غربی / ۴۹٫۷۸۰۸۳°شمالی ۹۹٫۶۳۸۸۹°غربی  |
| سی‌اف‌بی شیلو                 | سی‌اف‌بی شیلو                                       |        | CKM3         |      | ۴۹°۴۸′۰۰″ شمالی ۰۹۹°۳۸′۰۰″ غربی / ۴۹٫۸۰۰۰۰°شمالی ۹۹٫۶۳۳۳۳°غربی  |
| Shoal Lake                  | فرودگاه شوآل لیک                                  |        | CKL5         |      | ۵۰°۲۷′۲۷″ شمالی ۱۰۰°۳۶′۳۱″ غربی / ۵۰٫۴۵۷۵۰°شمالی ۱۰۰٫۶۰۸۶۱°غربی |
| Shoal Lake                  | فرودگاه شوآل لیک واتر                             |        | CKB9         |      | ۵۰°۲۶′۰۰″ شمالی ۱۰۰°۳۶′۰۰″ غربی / ۵۰٫۴۳۳۳۳°شمالی ۱۰۰٫۶۰۰۰۰°غربی |
| Silver Falls                | فرودگاه سیلور فالز                                |        | CKB8         |      | ۵۰°۳۰′۰۰″ شمالی ۰۹۶°۰۵′۵۳″ غربی / ۵۰٫۵۰۰۰۰°شمالی ۹۶٫۰۹۸۰۶°غربی  |
| Silver Falls                | فرودگاه سیلور فالز واتر                           |        | CKJ5         |      | ۵۰°۳۰′۰۰″ شمالی ۰۹۶°۰۶′۰۰″ غربی / ۵۰٫۵۰۰۰۰°شمالی ۹۶٫۱۰۰۰۰°غربی  |
| Snow Lake                   | فرودگاه اسنو لیک                                  |        | CJE4         |      | ۵۴°۵۳′۵۰″ شمالی ۰۹۹°۴۹′۰۸″ غربی / ۵۴٫۸۹۷۲۲°شمالی ۹۹٫۸۱۸۸۹°غربی  |
| Snow Lake                   | فرودگاه آبی اسنو لیک                              |        | CKM5         |      | ۵۴°۵۳′۰۰″ شمالی ۱۰۰°۰۲′۰۰″ غربی / ۵۴٫۸۸۳۳۳°شمالی ۱۰۰٫۰۳۳۳۳°غربی |
| Somerset                    | فرودگاه سامرست                                    |        | CKC8         |      | ۴۹°۲۴′۰۱″ شمالی ۰۹۸°۴۱′۳۳″ غربی / ۴۹٫۴۰۰۲۸°شمالی ۹۸٫۶۹۲۵۰°غربی  |
| Souris                      | محله هوایی صنعتی سوریس گلن وود                    |        | CJX5         |      | ۴۹°۳۸′۰۰″ شمالی ۱۰۰°۱۲′۰۰″ غربی / ۴۹٫۶۳۳۳۳°شمالی ۱۰۰٫۲۰۰۰۰°غربی |
| South Indian Lake           | فرودگاه سوت ایندین لیک                            | CZSN   |              | XSI  | ۵۶°۴۷′۳۴″ شمالی ۰۹۸°۵۴′۲۶″ غربی / ۵۶٫۷۹۲۷۸°شمالی ۹۸٫۹۰۷۲۲°غربی  |
| St. Andrews                 | فرودگاه سنت اندروز                                | CYAV   |              | YAV  | ۵۰°۰۳′۲۲″ شمالی ۰۹۷°۰۱′۵۷″ غربی / ۵۰٫۰۵۶۱۱°شمالی ۹۷٫۰۳۲۵۰°غربی  |
| St. François Xavier         | فرودگاه سنت فرانسوا خاویر                         |        | CKA8         |      | ۴۹°۵۵′۲۸″ شمالی ۰۹۷°۳۲′۵۶″ غربی / ۴۹٫۹۲۴۴۴°شمالی ۹۷٫۵۴۸۸۹°غربی  |
| St. Theresa Point           | فرودگاه سینت ترزا پوینت                           | CYST   |              | YST  | ۵۳°۵۰′۴۴″ شمالی ۰۹۴°۵۱′۰۷″ غربی / ۵۳٫۸۴۵۵۶°شمالی ۹۴٫۸۵۱۹۴°غربی  |
| Starbuck                    | فرودگاه استاربوک                                  |        | CKJ7         |      | ۴۹°۴۳′۰۰″ شمالی ۰۹۷°۴۱′۰۰″ غربی / ۴۹٫۷۱۶۶۷°شمالی ۹۷٫۶۸۳۳۳°غربی  |
| Steinbach                   | فرودگاه اشتاینباخ (جنوب)                          |        | CKK7         |      | ۴۹°۲۹′۳۸″ شمالی ۰۹۶°۴۱′۵۶″ غربی / ۴۹٫۴۹۳۸۹°شمالی ۹۶٫۶۹۸۸۹°غربی  |
| Steinbach                   | فرودگاه اشتاینباخ                                 |        | CJB3         |      | ۴۹°۳۲′۵۸″ شمالی ۰۹۶°۴۰′۴۶″ غربی / ۴۹٫۵۴۹۴۴°شمالی ۹۶٫۶۷۹۴۴°غربی  |
| Strathclair                 | فرودگاه استراتکلیر                                |        | CJY5         |      | ۵۰°۲۳′۴۶″ شمالی ۱۰۰°۲۵′۳۱″ غربی / ۵۰٫۳۹۶۱۱°شمالی ۱۰۰٫۴۲۵۲۸°غربی |
| Swan River                  | فرودگاه سوان رویر                                 | CZJN   |              | ZJN  | ۵۲°۰۷′۱۷″ شمالی ۱۰۱°۱۴′۰۴″ غربی / ۵۲٫۱۲۱۳۹°شمالی ۱۰۱٫۲۳۴۴۴°غربی |
| Tadoule Lake                | فرودگاه تادول لیک                                 | CYBQ   |              | XTL  | ۵۸°۴۲′۲۲″ شمالی ۰۹۸°۳۰′۴۴″ غربی / ۵۸٫۷۰۶۱۱°شمالی ۹۸٫۵۱۲۲۲°غربی  |
| The Pas                     | فرودگاه پاس                                       | CYQD   |              | YQD  | ۵۳°۵۸′۱۷″ شمالی ۱۰۱°۰۵′۲۸″ غربی / ۵۳٫۹۷۱۳۹°شمالی ۱۰۱٫۰۹۱۱۱°غربی |
| The Pas                     | فرودگاه پاس/دریاچه گریس                           |        | CJR3         |      | ۵۳°۴۹′۳۵″ شمالی ۱۰۱°۱۲′۱۹″ غربی / ۵۳٫۸۲۶۳۹°شمالی ۱۰۱٫۲۰۵۲۸°غربی |
| The Pas                     | فرودگاه آبی پاس/دریاچه گریس                       |        | CKC3         |      | ۵۳°۴۹′۰۰″ شمالی ۱۰۱°۱۲′۰۰″ غربی / ۵۳٫۸۱۶۶۷°شمالی ۱۰۱٫۲۰۰۰۰°غربی |
| Thicket Portage             | فرودگاه تیکت پورتیج                               | CZLQ   |              | YTD  | ۵۵°۱۹′۰۸″ شمالی ۰۹۷°۴۲′۲۸″ غربی / ۵۵٫۳۱۸۸۹°شمالی ۹۷٫۷۰۷۷۸°غربی  |
| Thompson                    | فرودگاه تامپسون                                   | CYTH   |              | YTH  | ۵۵°۴۸′۱۲″ شمالی ۰۹۷°۵۱′۴۵″ غربی / ۵۵٫۸۰۳۳۳°شمالی ۹۷٫۸۶۲۵۰°غربی  |
| Thompson                    | Thompson Heliport                                 |        | CKM7         |      | ۵۵°۴۲′۰۰″ شمالی ۰۹۷°۵۳′۰۰″ غربی / ۵۵٫۷۰۰۰۰°شمالی ۹۷٫۸۸۳۳۳°غربی  |
| Thompson                    | فرودگاه آبی تامسون                                |        | CKD6         |      | ۵۵°۴۵′۱۴″ شمالی ۰۹۷°۴۹′۵۳″ غربی / ۵۵٫۷۵۳۸۹°شمالی ۹۷٫۸۳۱۳۹°غربی  |
| Treherne                    | فرودگاه ترهرن (نورفولک جنوبی)                     |        | CTN6         |      | ۴۹°۳۹′۳۵″ شمالی ۰۹۸°۳۹′۵۵″ غربی / ۴۹٫۶۵۹۷۲°شمالی ۹۸٫۶۶۵۲۸°غربی  |
| Treherne                    | فرودگاه ترهرن                                     |        | CKU2         |      | ۴۹°۳۷′۵۲″ شمالی ۰۹۸°۳۹′۵۹″ غربی / ۴۹٫۶۳۱۱۱°شمالی ۹۸٫۶۶۶۳۹°غربی  |
| Virden                      | فرودگاه وردن (گابریل فارم)                        |        | CKR7         |      | ۴۹°۴۷′۰۵″ شمالی ۱۰۰°۵۷′۲۲″ غربی / ۴۹٫۷۸۴۷۲°شمالی ۱۰۰٫۹۵۶۱۱°غربی |
| Virden                      | فرودگاه محلی ویردن/ آر. جی. (باب) اندرو فیلد      | CYVD   |              |      | ۴۹°۵۲′۴۲″ شمالی ۱۰۰°۵۵′۰۶″ غربی / ۴۹٫۸۷۸۳۳°شمالی ۱۰۰٫۹۱۸۳۳°غربی |
| Wabowden                    | فرودگاه وابودن واتر                               |        | CKK6         |      | ۵۴°۵۵′۰۰″ شمالی ۰۹۸°۳۷′۰۰″ غربی / ۵۴٫۹۱۶۶۷°شمالی ۹۸٫۶۱۶۶۷°غربی  |
| Warren                      | فرودگاه وارن/وودلندز                              |        | CKX2         |      | ۵۰°۰۹′۳۴″ شمالی ۰۹۷°۳۵′۲۸″ غربی / ۵۰٫۱۵۹۴۴°شمالی ۹۷٫۵۹۱۱۱°غربی  |
| Winkler                     | فرودگاه وینکلر                                    |        | CKZ7         |      | ۴۹°۱۰′۰۱″ شمالی ۰۹۷°۵۵′۱۳″ غربی / ۴۹٫۱۶۶۹۴°شمالی ۹۷٫۹۲۰۲۸°غربی  |
| وینیپگ                      | فرودگاه بین‌المللی وینیپگ جیمز آرمسترانگ ریچاردسون | CYWG   |              | YWG  | ۴۹°۵۴′۳۶″ شمالی ۰۹۷°۱۴′۲۴″ غربی / ۴۹٫۹۱۰۰۰°شمالی ۹۷٫۲۴۰۰۰°غربی  |
| وینیپگ                      | Winnipeg (City of Winnipeg) Heliport              |        | CWG2         |      | ۴۹°۵۴′۰۱″ شمالی ۰۹۷°۰۵′۴۴″ غربی / ۴۹٫۹۰۰۲۸°شمالی ۹۷٫۰۹۵۵۶°غربی  |
| Wrong Lake                  | Wrong Lake Airport                                |        | CJG4         |      | ۵۲°۳۶′۵۶″ شمالی ۰۹۶°۱۱′۰۶″ غربی / ۵۲٫۶۱۵۵۶°شمالی ۹۶٫۱۸۵۰۰°غربی  |
| York Landing                | فرودگاه یورک لندینگ                               | CZAC   |              | ZAC  | ۵۶°۰۵′۲۳″ شمالی ۰۹۶°۰۵′۲۷″ غربی / ۵۶٫۰۸۹۷۲°شمالی ۹۶٫۰۹۰۸۳°غربی  |
| Zhoda                       | فرودگاه زودا                                      |        | CKA4         |      | ۴۹°۱۶′۵۱″ شمالی ۰۹۶°۳۰′۰۴″ غربی / ۴۹٫۲۸۰۸۳°شمالی ۹۶٫۵۰۱۱۱°غربی  |

- فرودگاه‌هایی که نام‌شان پُررنگ''نوشته شده‌است، بخشی از National Airports System (Canada) هستند.

## فرودگاه‌های سابق
| مکان               | نام فرودگاه                             | ایکائو | TC موقعیت‌یاب | یاتا | مختصات                                                          |
| ------------------ | --------------------------------------- | ------ | ------------ | ---- | --------------------------------------------------------------- |
| Arnes              | فرودگاه آرنس                            |        | CJQ5         | YNR  | ۵۰°۵۰′۱۲″ شمالی ۰۹۶°۵۷′۲۹″ غربی / ۵۰٫۸۳۶۶۷°شمالی ۹۶٫۹۵۸۰۶°غربی  |
| Gilbert Plains     | فرودگاه گیلبرت پلینز                    |        | CJH2         |      | ۵۱°۰۸′۰۰″ شمالی ۱۰۰°۳۰′۰۰″ غربی / ۵۱٫۱۳۳۳۳°شمالی ۱۰۰٫۵۰۰۰۰°غربی |
| Hartney            | فرودگاه هارتنی                          |        | CKT5         |      | ۴۹°۲۷′۰۰″ شمالی ۱۰۰°۳۳′۰۰″ غربی / ۴۹٫۴۵۰۰۰°شمالی ۱۰۰٫۵۵۰۰۰°غربی |
| Matheson Island    | فرودگاه جزیره ماتهسون                   |        | CJT2         |      | ۵۱°۴۳′۵۶″ شمالی ۰۹۶°۵۶′۰۴″ غربی / ۵۱٫۷۳۲۲۲°شمالی ۹۶٫۹۳۴۴۴°غربی  |
| Portage la Prairie | Canadian Forces Base Portage la Prairie |        |              |      | ۴۹°۵۴′۱۱″ شمالی ۰۹۸°۱۶′۲۶″ غربی / ۴۹٫۹۰۳۰۶°شمالی ۹۸٫۲۷۳۸۹°غربی  |
| Ste. Rose du Lac   | فرودگاه سینت روز دو لاک                 |        | CKR3         |      | ۵۱°۰۲′۲۷″ شمالی ۰۹۹°۲۹′۴۳″ غربی / ۵۱٫۰۴۰۸۳°شمالی ۹۹٫۴۹۵۲۸°غربی  |
| Virden             | فرودگاه وردن (غربی)                     |        | CJZ5         |      | ۴۹°۵۳′۰۰″ شمالی ۱۰۱°۰۴′۰۰″ غربی / ۴۹٫۸۸۳۳۳°شمالی ۱۰۱٫۰۶۶۶۷°غربی |